# Here She Comes Now/Venus in Furs
Singles par Nirvana
Candy/Molly's Lips
(1991) Smells Like Teen Spirit
(1991)
Singles par The Melvins
Your Blessened
(1990) Night Goat
(1992)
Here She Comes Now/Venus in Furs est un single split des groupes américains de rock Nirvana et The Melvins sorti en 1991 par le label Communion. Il inclut deux reprises de The Velvet Underground, les chansons Here She Comes Now interprétée par Nirvana et Venus in Furs interprétée par The Melvins.

## Genèse
Les deux chansons contenues sur le single, des reprises du groupe The Velvet Underground, sont enregistrées aux studios Smart à Madison en avril 1990 par Nirvana et The Melvins. Les premiers enregistrent une version de Here She Comes Now, présente sur l'album White Light/White Heat sorti en 1968, tandis que les seconds interprètent Venus in Furs, tirée du premier album The Velvet Underground & Nico, édité en 1967.
Le single est édité par le label Communion en 1990 en format vinyle 7" et dans plus d'une vingtaine de colories différents. Le nombre de tirage exact n'est pas connu, mais avoisinerait les 1 000 copies,. Les couvertures des deux faces du single ressemblent à celles des deux albums de The Velvet Underground d'où sont tirées les deux reprises.
La reprise de Nirvana est apparue plus tard sur l'album Heaven & Hell – A Tribute to The Velvet Underground, en 2004 dans leur coffret With the Lights Out, puis en 2011 sur la réédition anniversaire de l'album Nevermind.

## Fiche technique

### Liste des pistes
| 1. | Here She Comes Now | Lou Reed, Sterling Morrison, John Cale et Maureen Tucker | Nirvana     |  |
| 2. | Venus in Furs      | Lou Reed                                                 | The Melvins |  |